# Velorcey
Velorcey est une commune française située dans le département de la Haute-Saône, la région culturelle et historique de Franche-Comté et la région administrative Bourgogne-Franche-Comté.

## Géographie

### Climat
Pour des articles plus généraux, voir Climat de la Bourgogne-Franche-Comté et Climat de la Haute-Saône.
En 2010, le climat de la commune est de type climat de montagne, selon une étude du Centre national de la recherche scientifique s'appuyant sur une série de données couvrant la période 1971-2000. En 2020, Météo-France publie une typologie des climats de la France métropolitaine dans laquelle la commune est exposée à un climat semi-continental et est dans la région climatique  Lorraine, plateau de Langres, Morvan, caractérisée par un hiver rude (1,5 °C), des vents modérés et des brouillards fréquents en automne et hiver. 
Pour la période 1971-2000, la température annuelle moyenne est de 10,1 °C, avec une amplitude thermique annuelle de 17,1 °C. Le cumul annuel moyen de précipitations est de 1 025 mm, avec 12,8 jours de précipitations en janvier et 9,9 jours en juillet. Pour la période 1991-2020, la température moyenne annuelle observée sur la station météorologique de Météo-France la plus proche, « Saulx-de-Vesoul », sur la commune de Saulx à 9 km à vol d'oiseau, est de 10,9 °C et le cumul annuel moyen de précipitations est de 1 066,3 mm. 
La température maximale relevée sur cette station est de 39,5 °C, atteinte le 25 juillet 2019 ; la température minimale est de −21 °C, atteinte le 13 janvier 1987,,. 
Les paramètres climatiques de la commune ont été estimés pour le milieu du siècle (2041-2070) selon différents scénarios d'émission de gaz à effet de serre à partir des nouvelles projections climatiques de référence DRIAS-2020. Ils sont consultables sur un site dédié publié par Météo-France en novembre 2022.

## Urbanisme

### Typologie
Au 1er janvier 2024, Velorcey est catégorisée commune rurale à habitat dispersé, selon la nouvelle grille communale de densité à sept niveaux définie par l'Insee en 2022.
Elle est située hors unité urbaine. Par ailleurs la commune fait partie de l'aire d'attraction de Vesoul, dont elle est une commune de la couronne,. Cette aire, qui regroupe 158 communes, est catégorisée dans les aires de 50 000 à moins de 200 000 habitants,.

### Occupation des sols
L'occupation des sols de la commune, telle qu'elle ressort de la base de données européenne d’occupation biophysique des sols Corine Land Cover (CLC), est marquée par l'importance des territoires agricoles (61,7 % en 2018), en diminution par rapport à 1990 (65,9 %). La répartition détaillée en 2018 est la suivante : 
forêts (34,1 %), prairies (33,5 %), terres arables (26,9 %), zones urbanisées (4,2 %), zones agricoles hétérogènes (1,3 %). L'évolution de l’occupation des sols de la commune et de ses infrastructures peut être observée sur les différentes représentations cartographiques du territoire : la carte de Cassini (XVIIIe siècle), la carte d'état-major (1820-1866) et les cartes ou photos aériennes de l'IGN pour la période actuelle (1950 à aujourd'hui).

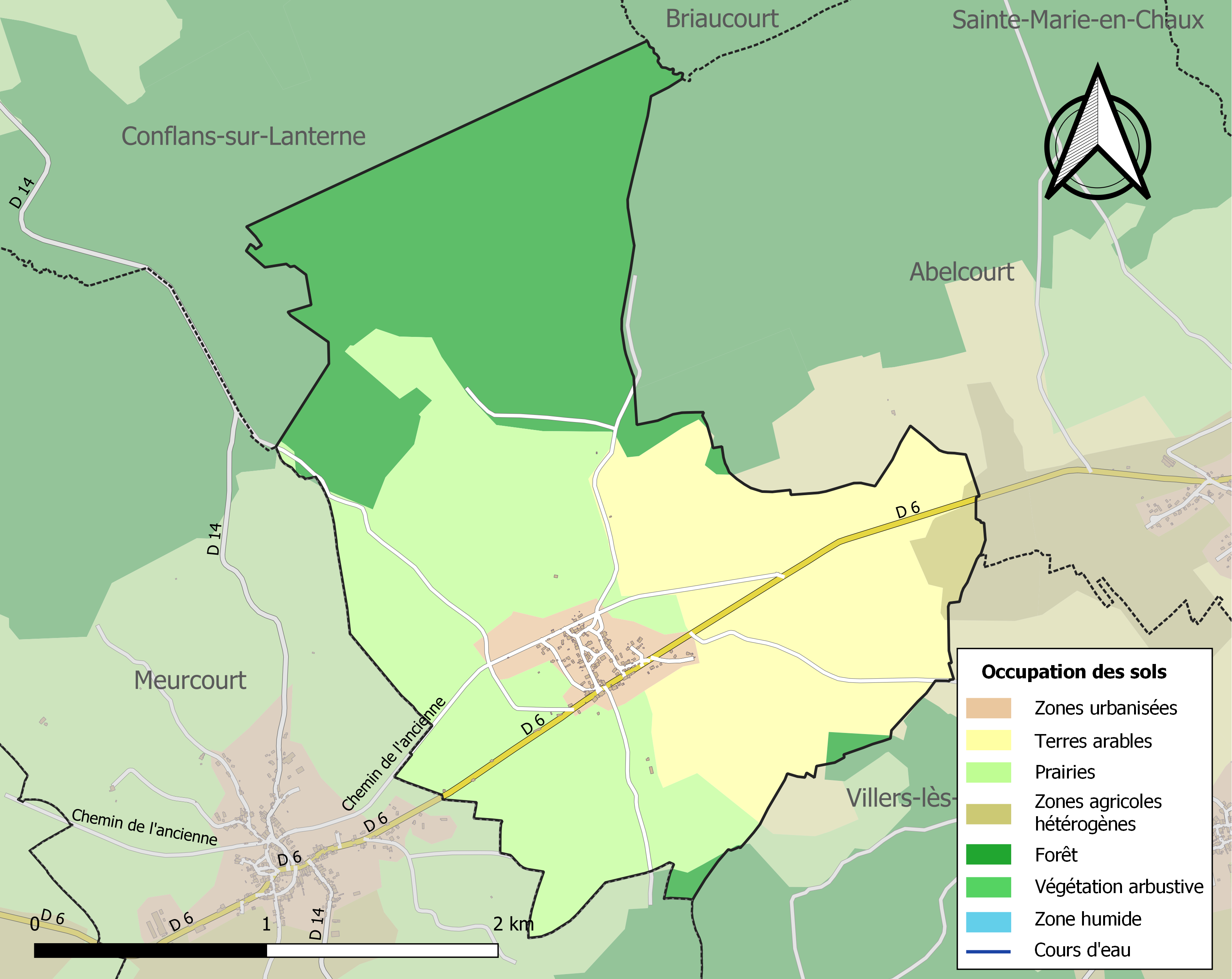
Carte des infrastructures et de l'occupation des sols de la commune en 2018 (CLC).

## Histoire
Le village, la seigneurie et le moulin appartenaient à la commanderie des hospitaliers de Saint-Jean-de-Jérusalem, puis de l'ordre de Malte, de la Villedieu-en-Fontenette.

## Politique et administration

### Rattachements administratifs et électoraux
La commune fait partie de l'arrondissement de Lure du département de la Haute-Saône,  en région Bourgogne-Franche-Comté. Pour l'élection des députés, elle dépend de la deuxième circonscription de la Haute-Saône.
Elle faisait partie depuis 1801 du canton de Saulx. Dans le cadre du redécoupage cantonal de 2014 en France, la commune est rattachée au canton de Saint-Loup-sur-Semouse.

### Intercommunalité
Jusqu'en 2013, la commune n'était membre d'aucune intercommunalité à fiscalité propre.
Dans le cadre des dispositions de la loi du 16 décembre 2010 de réforme des collectivités territoriales, qui prévoit toutefois d'achever et de rationaliser le dispositif intercommunal en France, et notamment d'intégrer la quasi-totalité des communes françaises dans des EPCI à fiscalité propre dont la population soit normalement supérieure à 5 000 habitants, le schéma départemental de coopération intercommunale de 2011 a prévu la fusion des communautés de communes : 
- du Pays de Saulx,  
- des grands bois 
- des Franches Communes (sauf  Amblans et Genevreuille), 
et en y rajoutant Velorcey, afin de former une nouvelle structure regroupant 42 communes et environ 11 200 habitants.
Cette fusion est effective depuis le 1er janvier 2014 et a permis la création, à la place des intercommunalités supprimées, de  la communauté de communes du Triangle Vert, dont la commune est désormais membre.

### Liste des maires

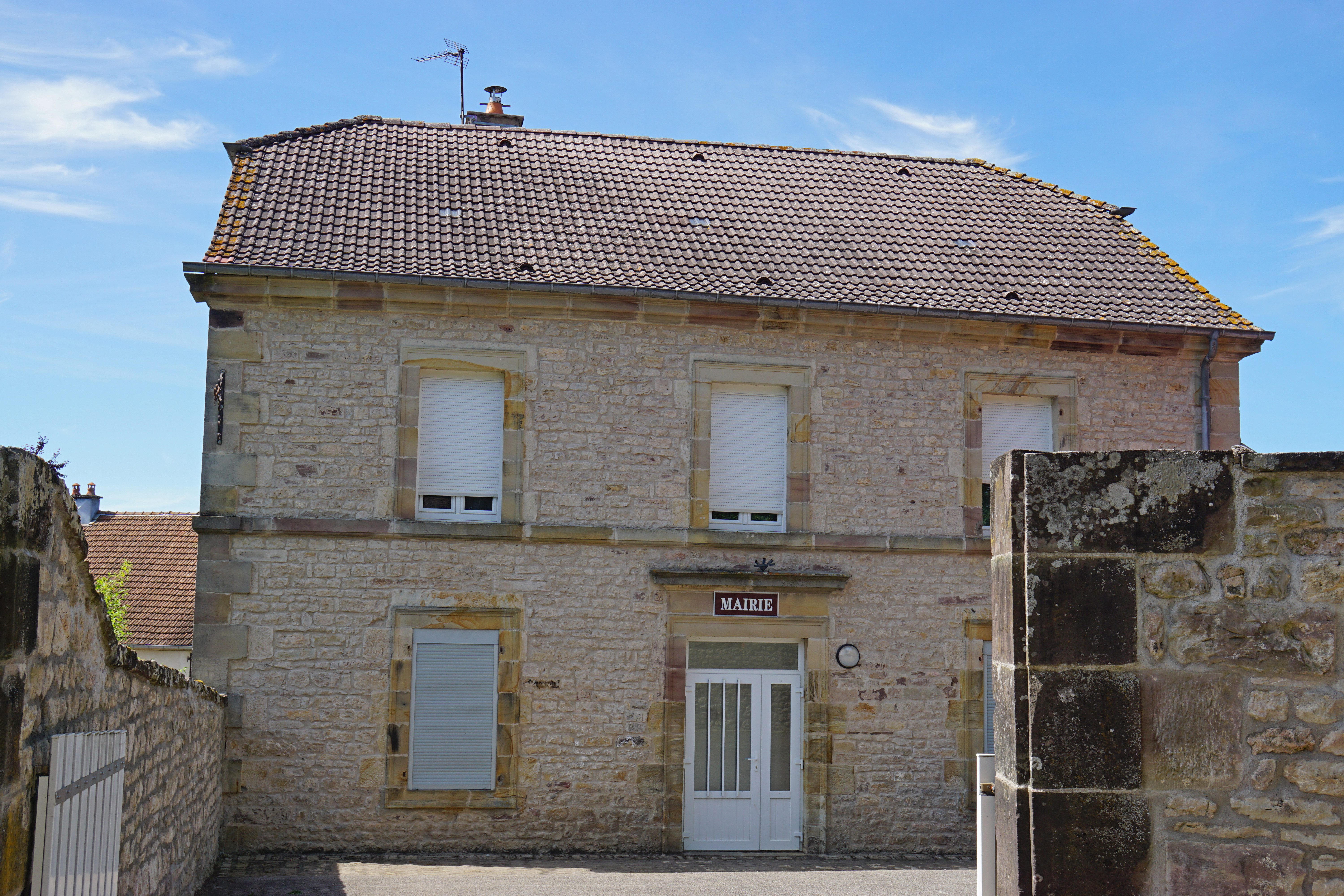
La mairie.

| Période                                  | Période                   | Identité         | Étiquette | Qualité                                    |
| ---------------------------------------- | ------------------------- | ---------------- | --------- | ------------------------------------------ |
| Les données manquantes sont à compléter. |                           |                  |           |                                            |
| mars 1977                                | 1983                      | Marcel Groscolas | DVG       |                                            |
| 1983                                     | 1990                      | ?                |           |                                            |
| 1990                                     | En cours (au 3 juin 2020) | Gérard Coulin    | DVD       | Agriculteur Réélu pour le mandat 2020-2026 |

## Démographie
L'évolution du nombre d'habitants est connue à travers les recensements de la population effectués dans la commune depuis 1793. Pour les communes de moins de 10 000 habitants, une enquête de recensement portant sur toute la population est réalisée tous les cinq ans, les populations de référence des années intermédiaires étant quant à elles estimées par interpolation ou extrapolation. Pour la commune, le premier recensement exhaustif entrant dans le cadre du nouveau dispositif a été réalisé en 2007.

En 2022, la commune comptait 204 habitants, en évolution de −5,12 % par rapport à 2016 (Haute-Saône : −1,4 %, France hors Mayotte : +2,11 %).
| 1793 | 1800 | 1806 | 1821 | 1831 | 1836 | 1841 | 1846 | 1851 |
| ---- | ---- | ---- | ---- | ---- | ---- | ---- | ---- | ---- |
| 268  | 272  | 312  | 326  | 368  | 364  | 352  | 377  | 371  |

| 1856 | 1861 | 1866 | 1872 | 1876 | 1881 | 1886 | 1891 | 1896 |
| ---- | ---- | ---- | ---- | ---- | ---- | ---- | ---- | ---- |
| 338  | 344  | 318  | 318  | 309  | 279  | 267  | 252  | 256  |

| 1901 | 1906 | 1911 | 1921 | 1926 | 1931 | 1936 | 1946 | 1954 |
| ---- | ---- | ---- | ---- | ---- | ---- | ---- | ---- | ---- |
| 239  | 234  | 207  | 202  | 192  | 170  | 158  | 141  | 136  |

| 1962 | 1968 | 1975 | 1982 | 1990 | 1999 | 2006 | 2007 | 2012 |
| ---- | ---- | ---- | ---- | ---- | ---- | ---- | ---- | ---- |
| 113  | 118  | 103  | 101  | 114  | 130  | 178  | 185  | 225  |

| 2017 | 2022 | - | - | - | - | - | - | - |
| ---- | ---- | - | - | - | - | - | - | - |
| 209  | 204  | - | - | - | - | - | - | - |

## Culture locale et patrimoine

### Lieux et monuments
- Maison à tourelle du XVIe siècle.
- Calvaire de 1767.

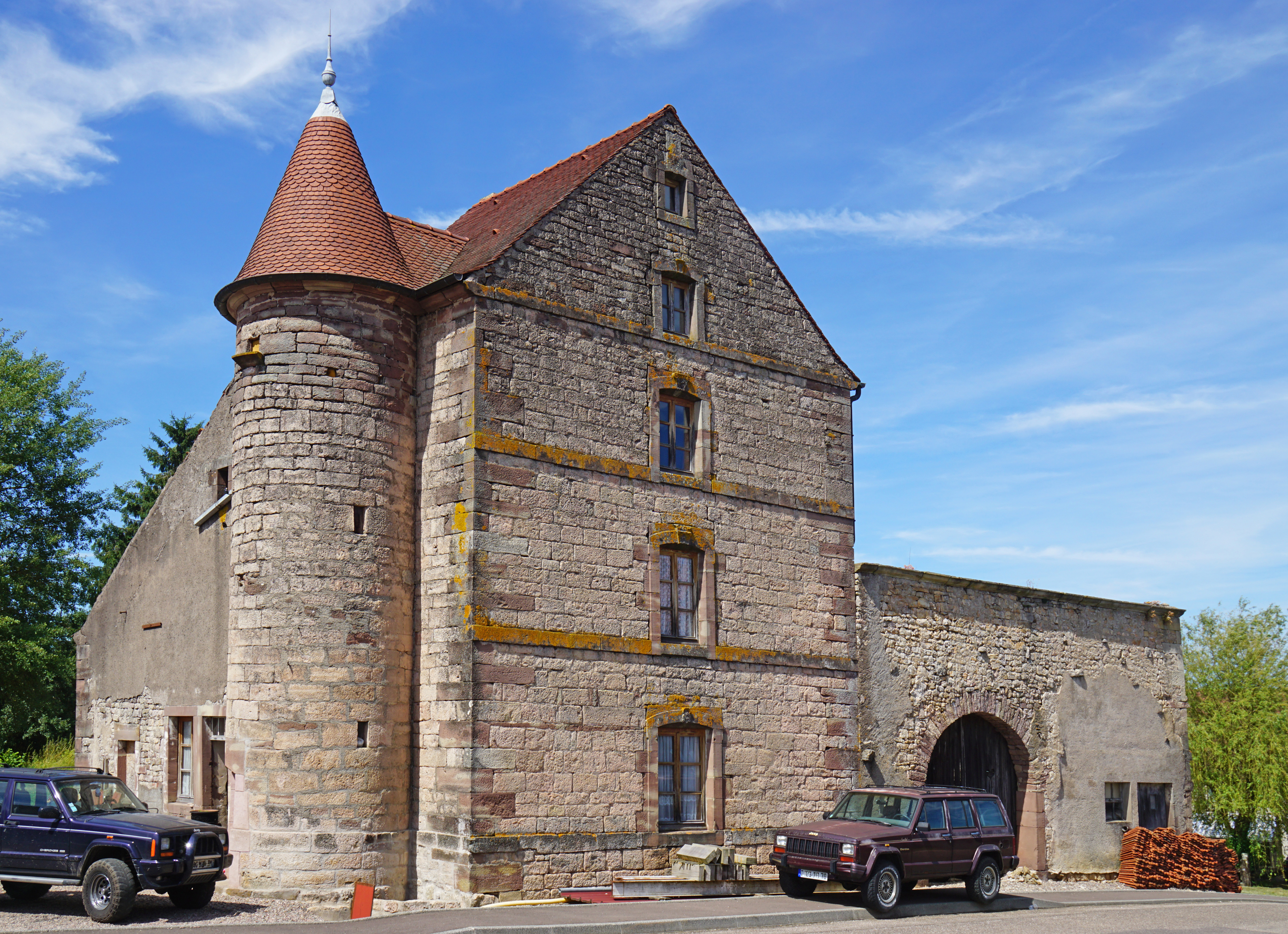
La maison à tourelle.
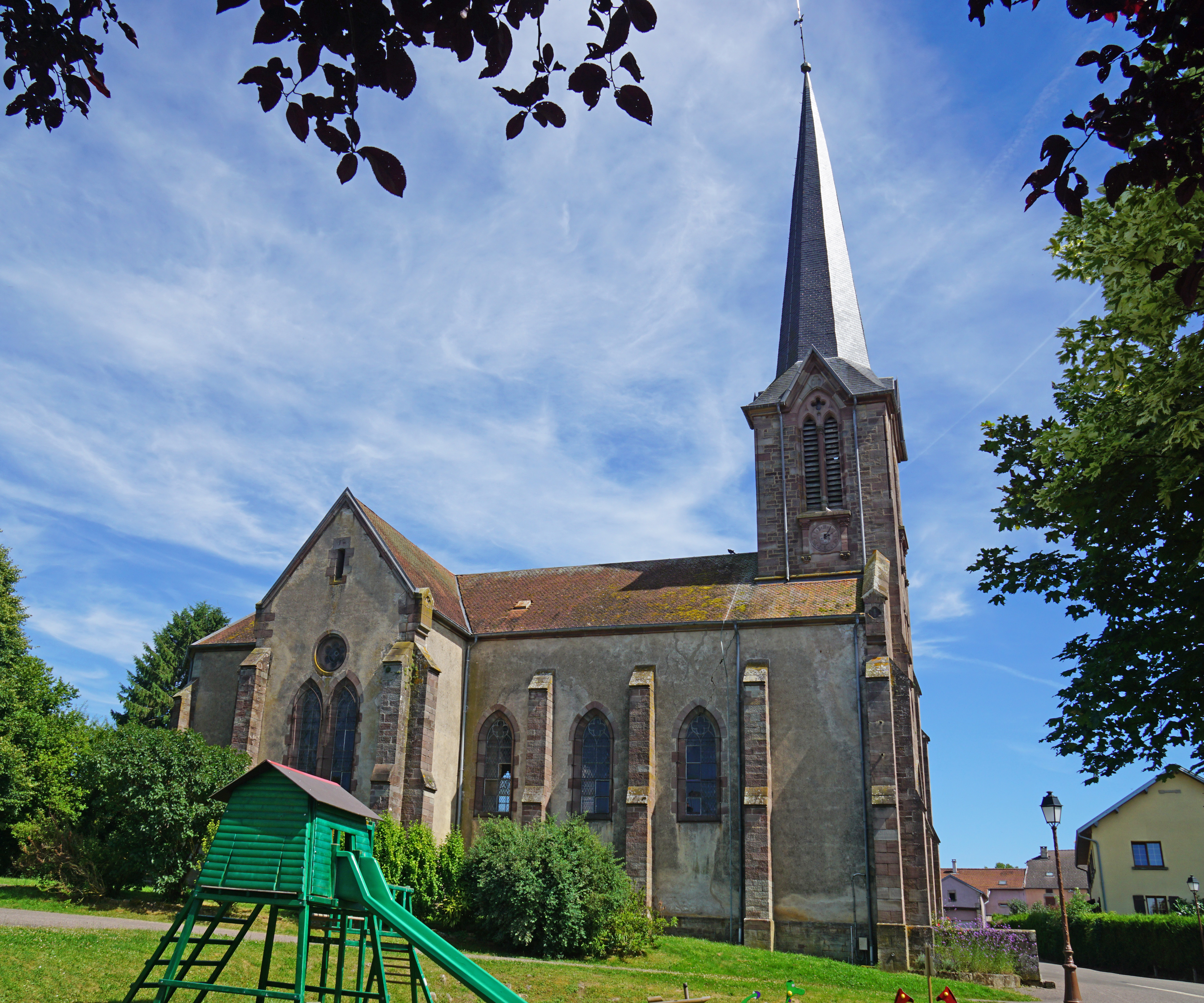
L'église.
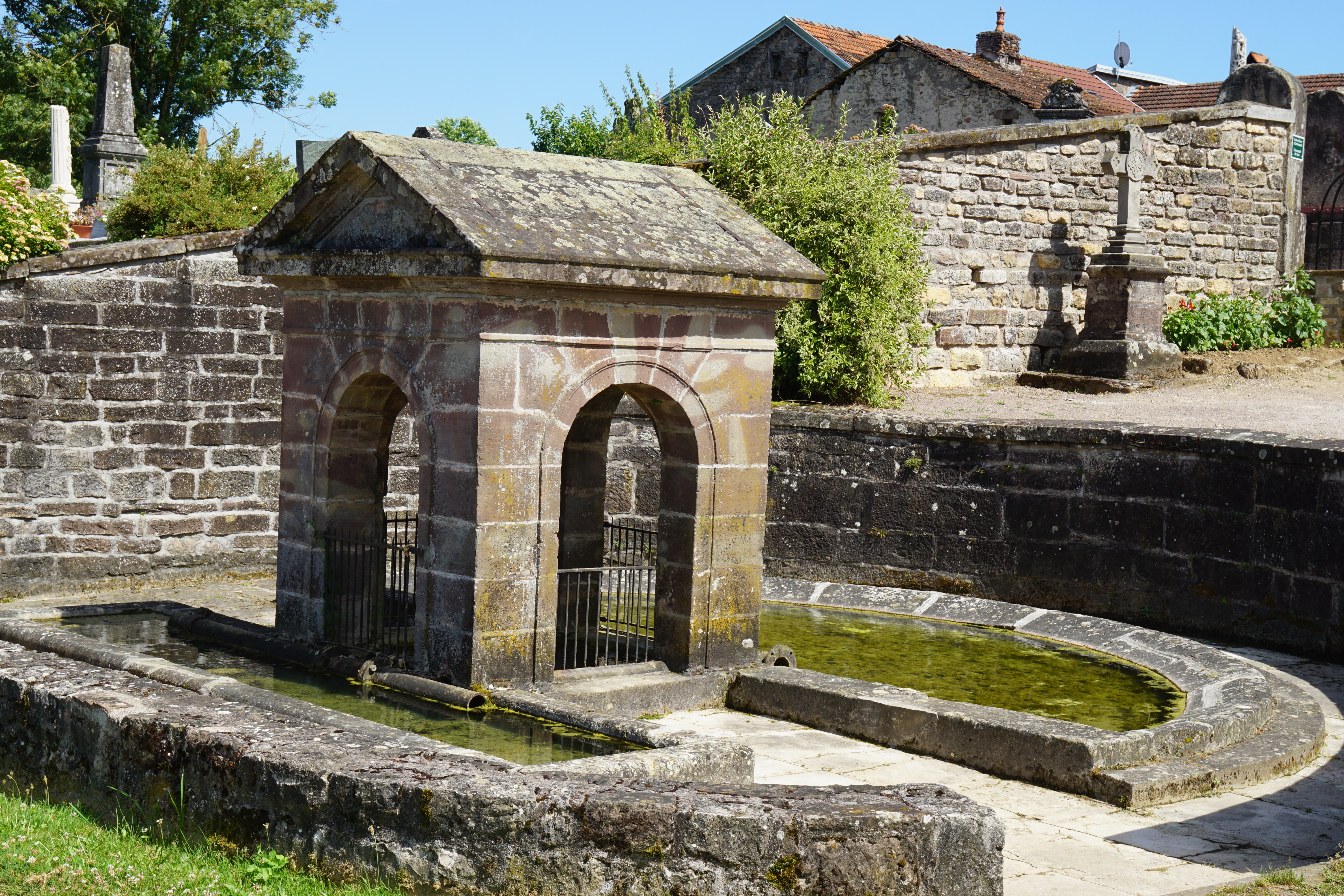
Le lavoir.
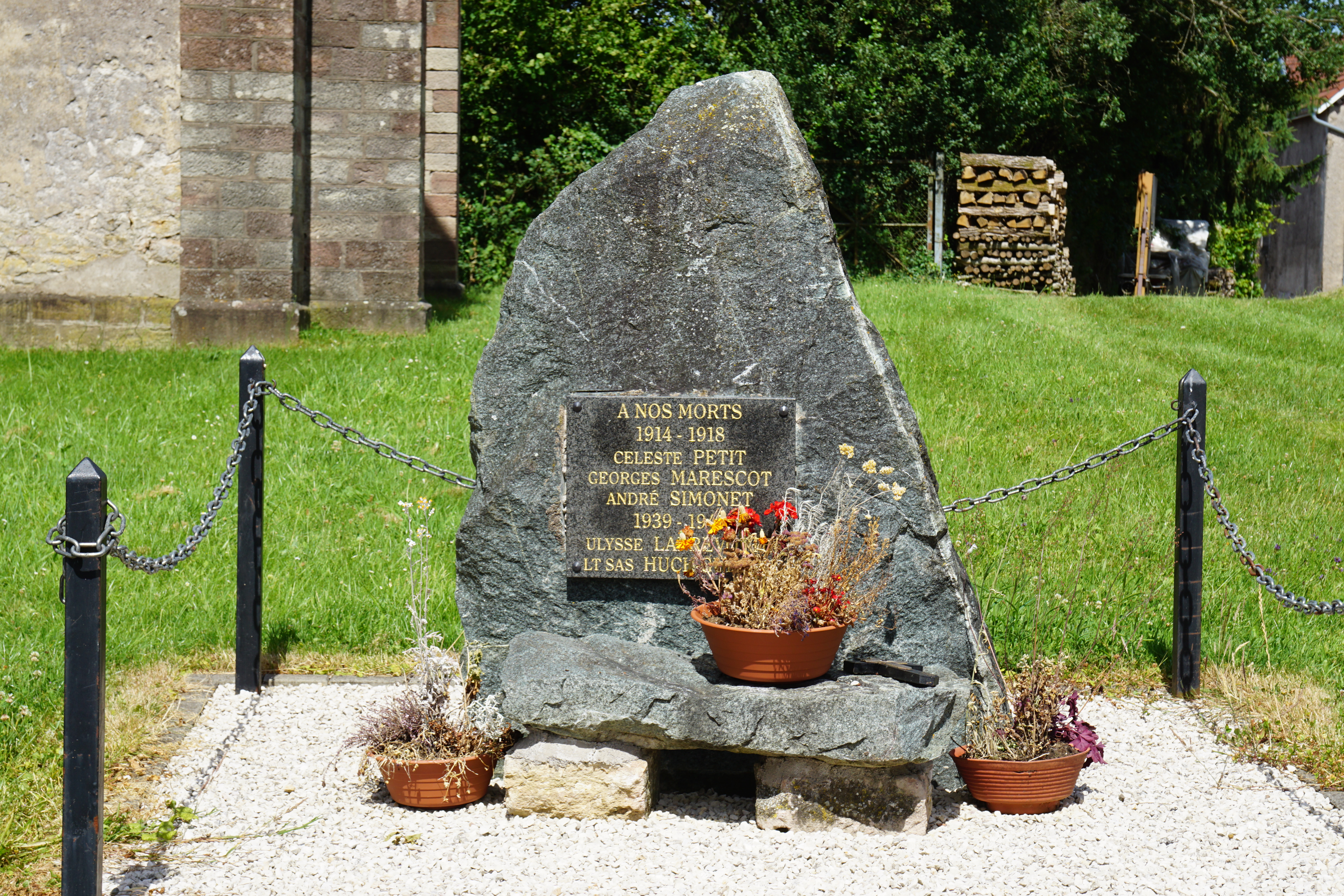
La stèle commémorative.

### Héraldique
| Blason de Velorcey | Blason  | Tranché: au 1er d'argent à la croix de Malte de gueules, au 2e de sinople à la roue de moulin d'argent. |
| Blason de Velorcey | Détails | Le statut officiel du blason reste à déterminer.                                                        |